# Topoľčianky
Topoľčianky (Hongaars: Kistapolcsány) is een Slowaakse gemeente in de regio Nitra, en maakt deel uit van het district Zlaté Moravce.
Topoľčianky telt 2.838 inwoners.

## Geschiedenis
In historische documenten komt de stad voor het eerst voor in 1293. Dichtbij de stad staat het kasteel waar de eerste president van het land, Tomáš Masaryk, tussen 1923 en 1933 de zomers doorbracht. Vandaag de dag is het kasteel deels in gebruik als hotel en deels open voor publiek.

## Nationale stoeterij
De plaats is een nationaal centrum van de paardensport door de aanwezigheid van een staatsstoeterij. De rassen die gefokt worden zijn de Lippizaner en de Huzule. In de omgeving van het kasteel van Topoľčianky worden ook wisenten gefokt, wat tevens toeristen trekt.

## Afbeeldingen

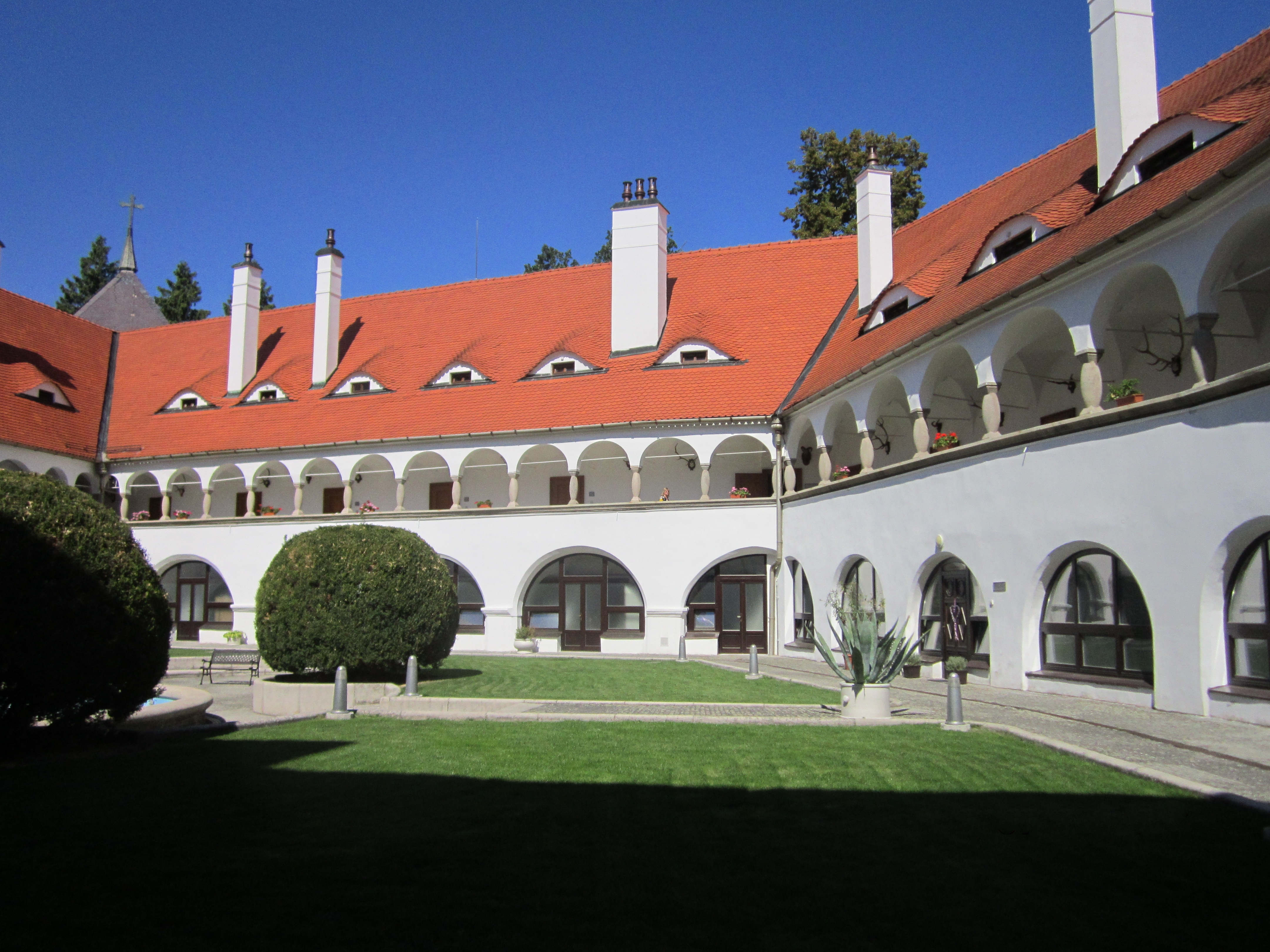
Kasteel van Topoľčianky
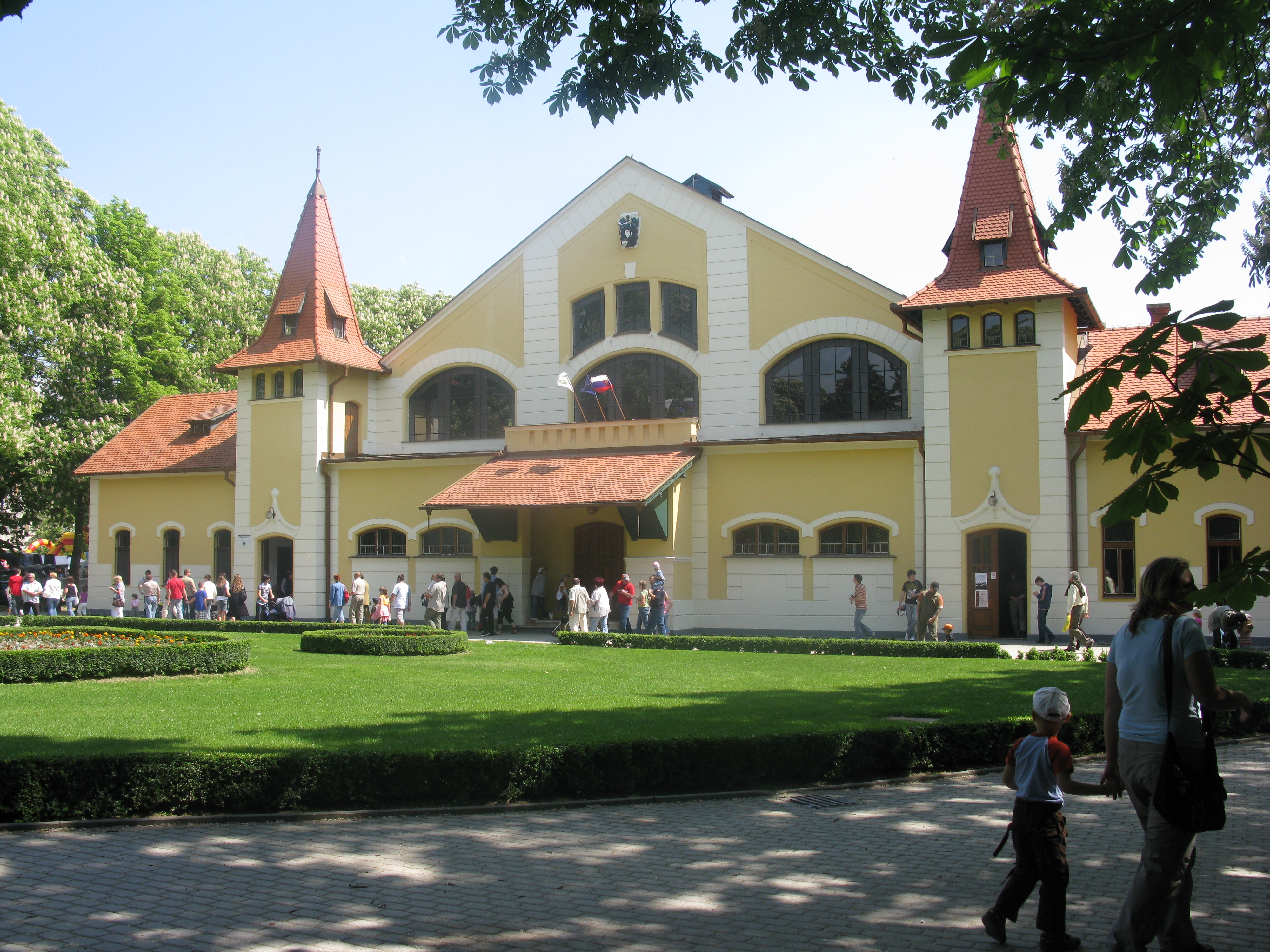
De staatsstoeterij
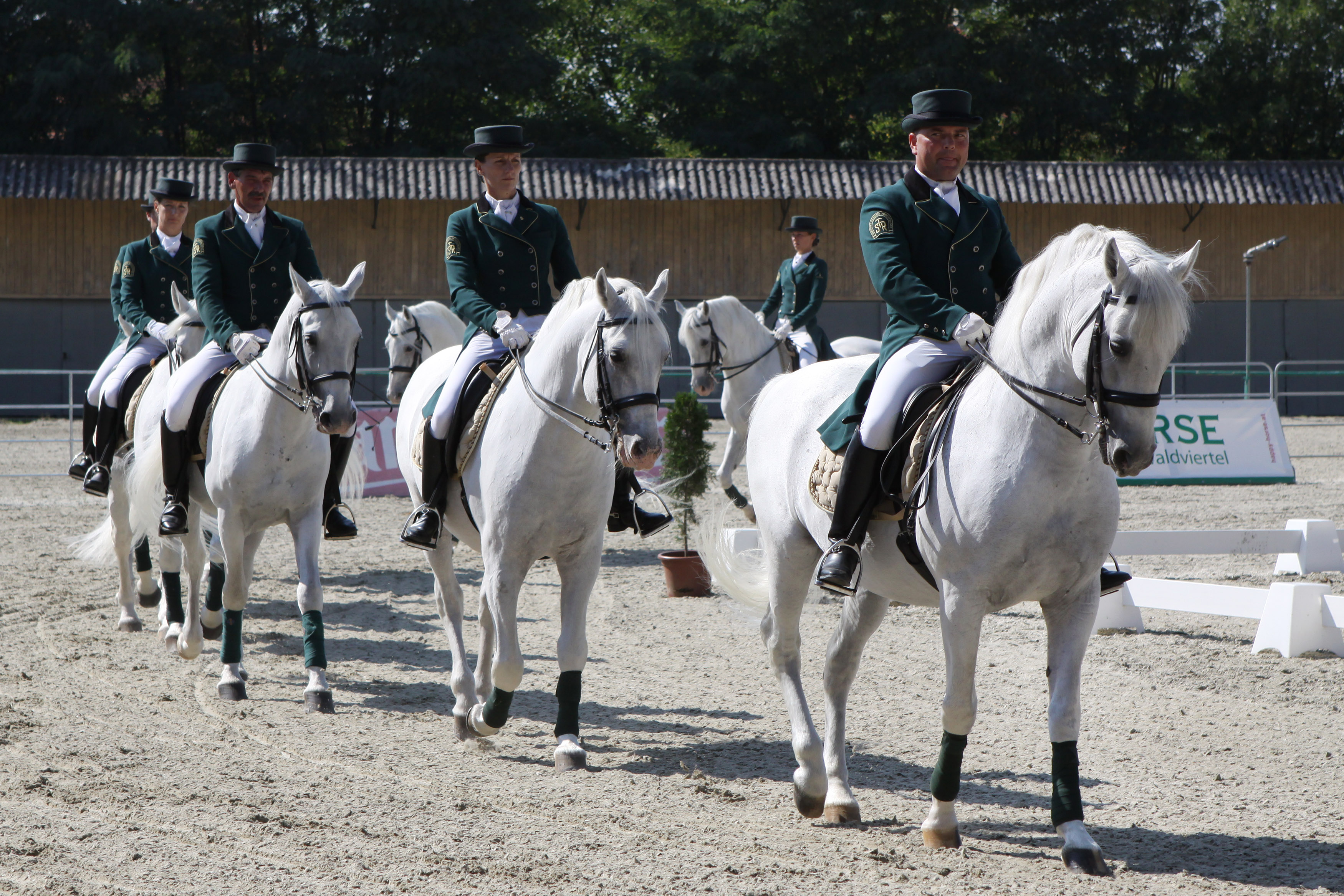
Dressuur
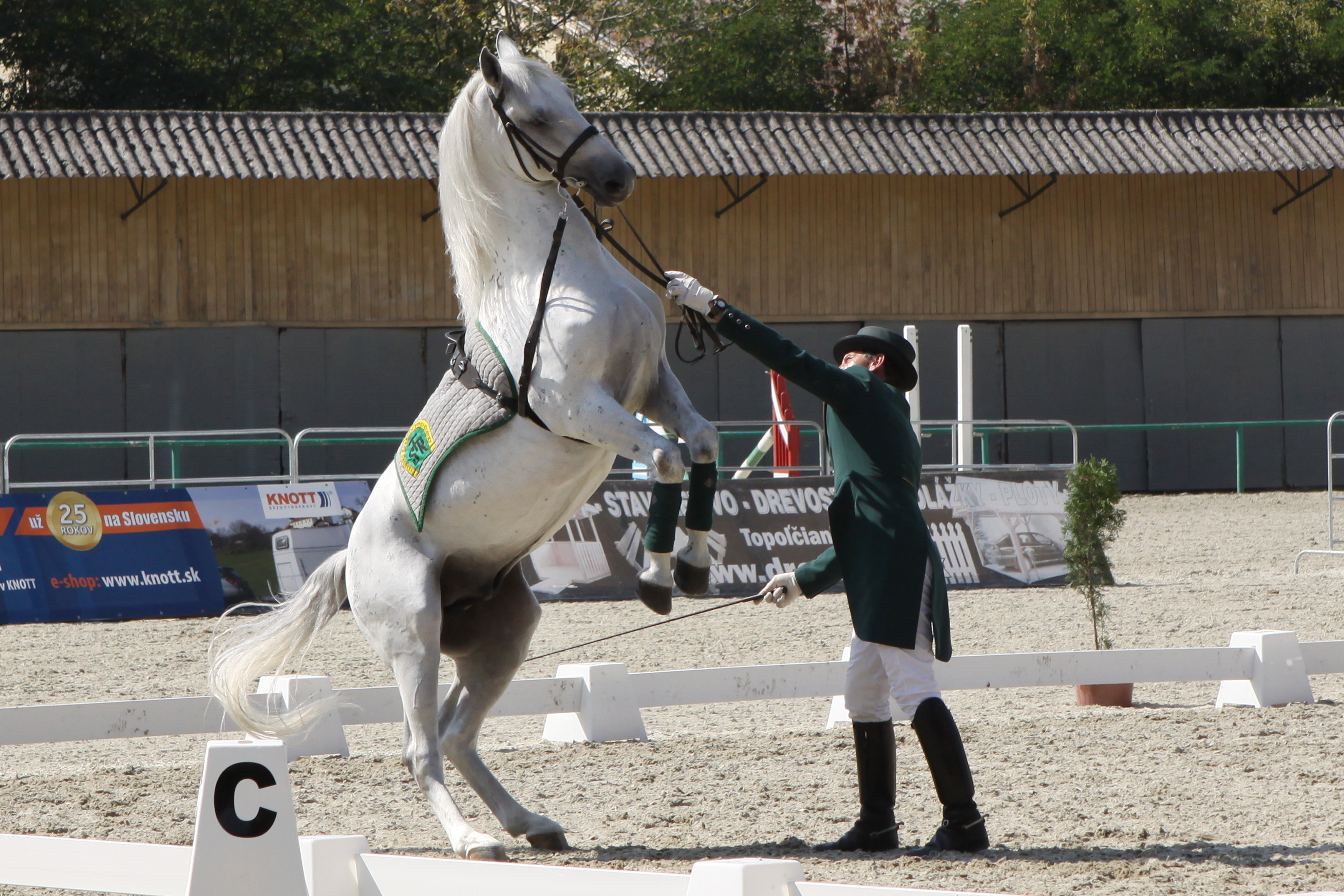
Hogeschool
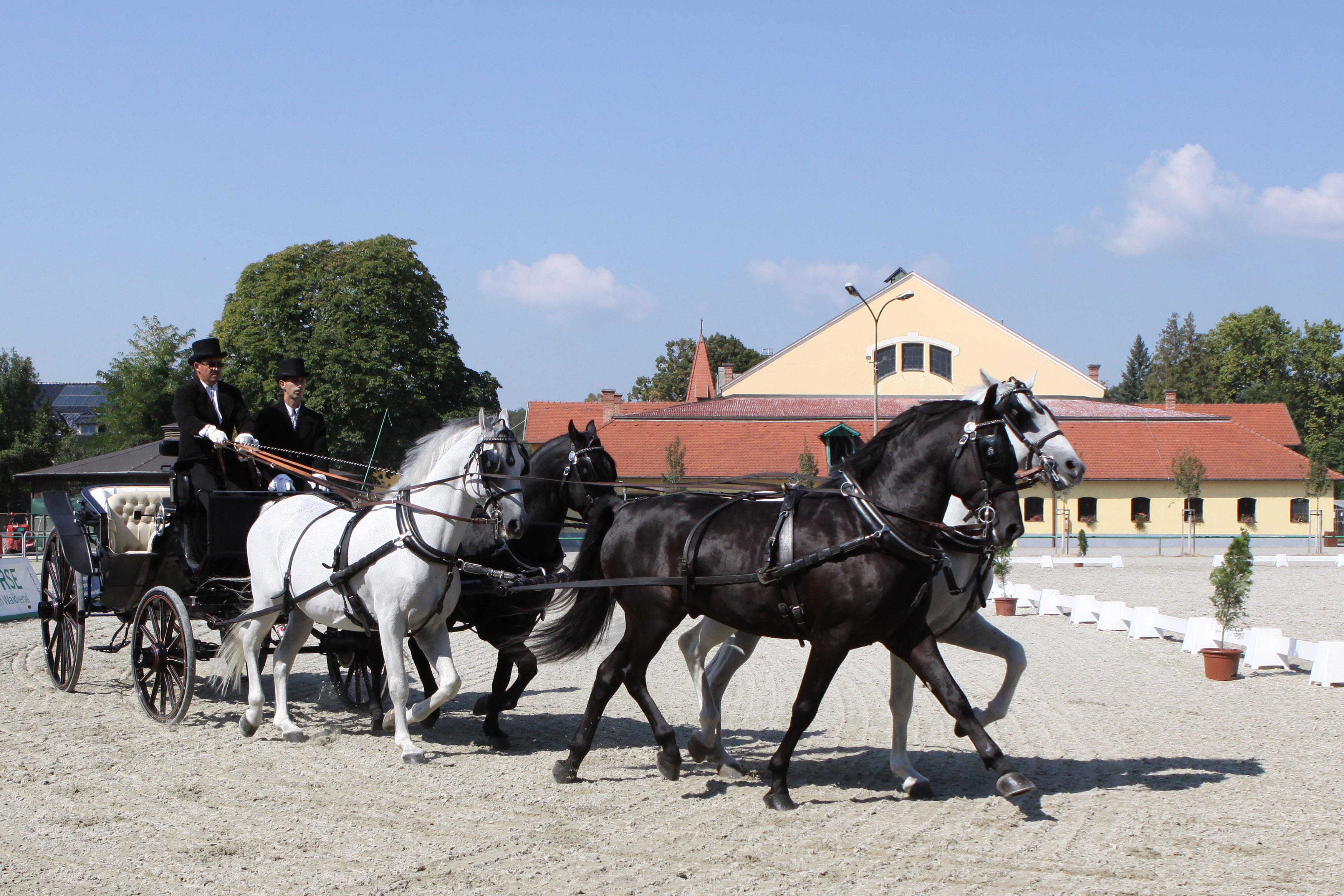
Mensport
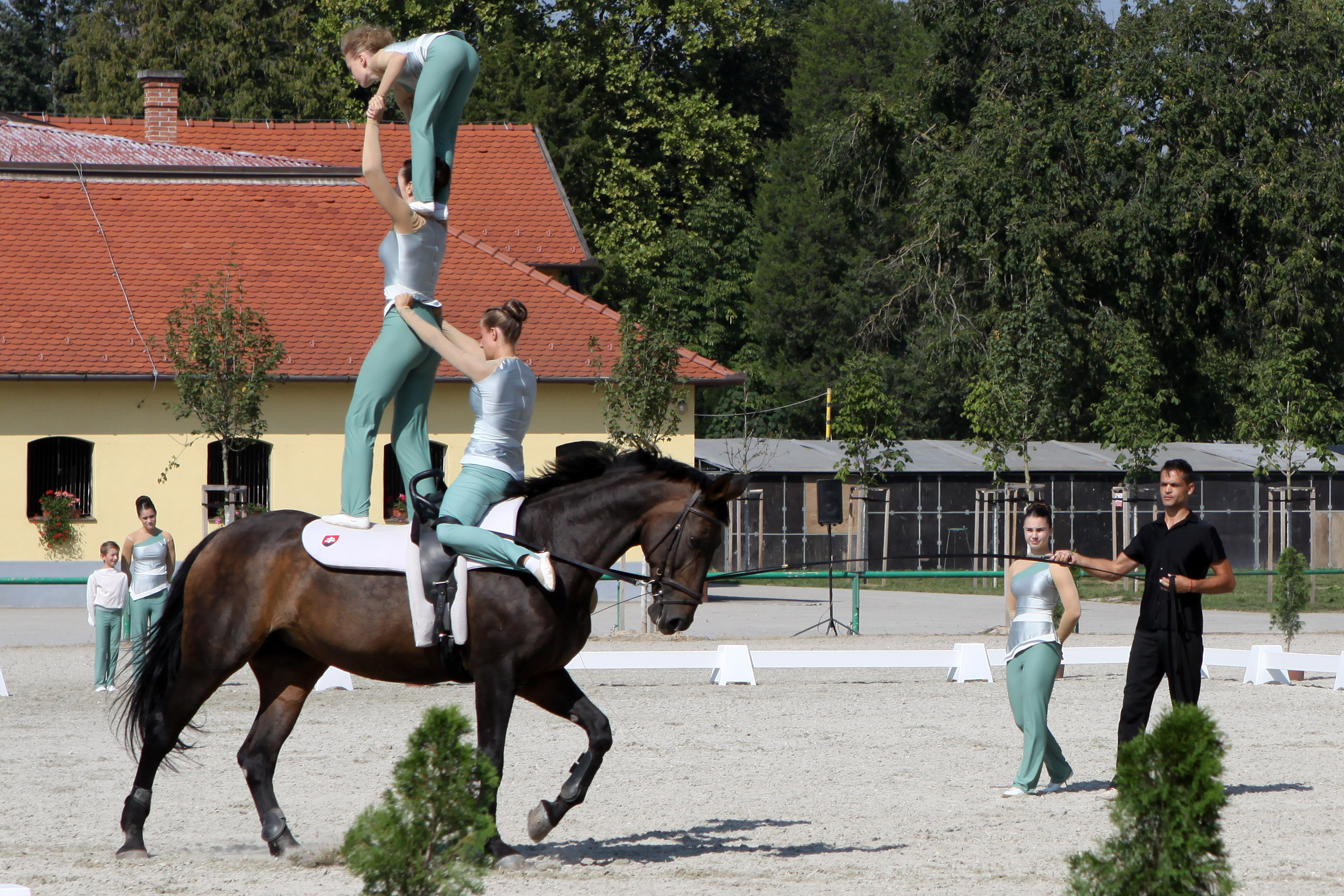
Voltige